# Rusizi
La Rusizi, Ruzisi ou Ruzizi est la rivière par laquelle le lac Kivu se déverse dans le lac Tanganyika.

## Géographie

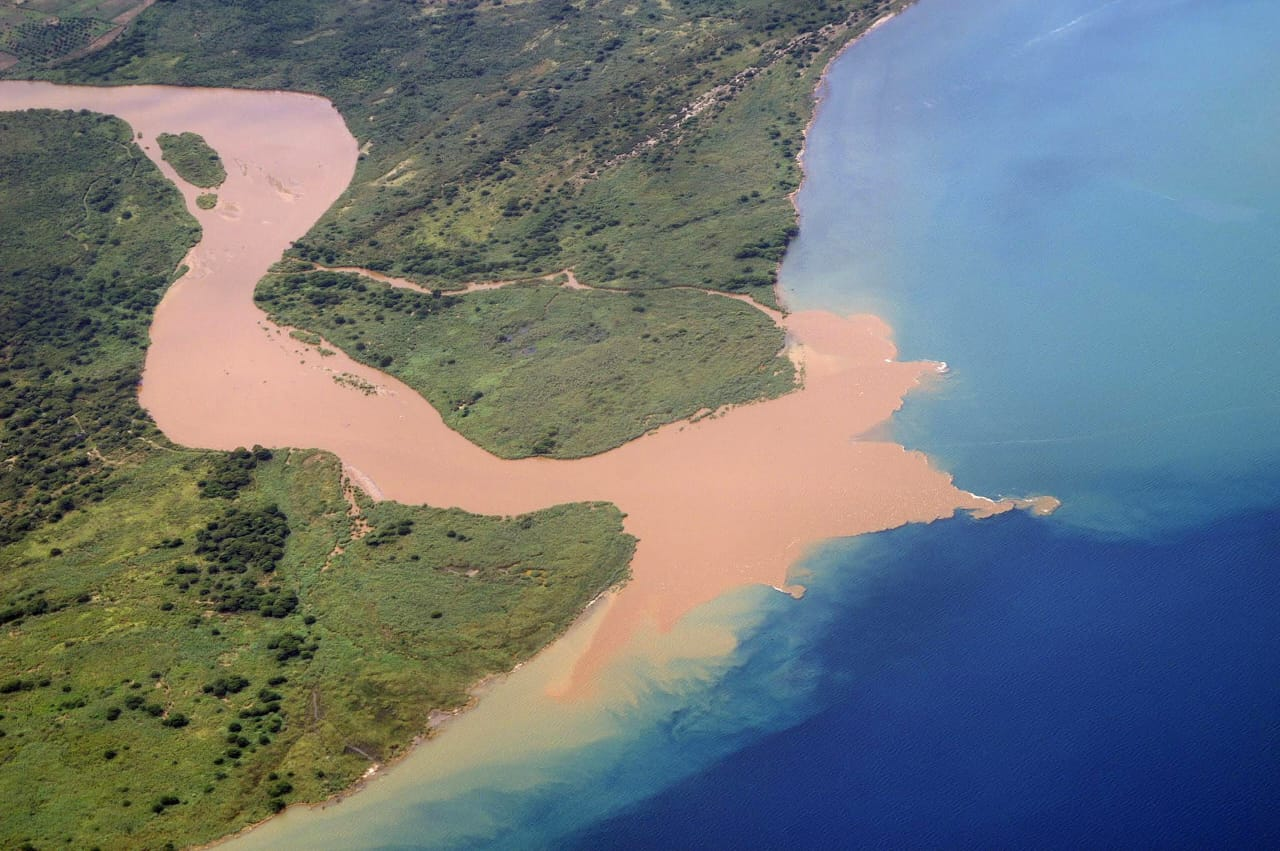
Embouchure de la Rusizi dans le lac Tanganyika

Pendant son trajet de 117 kilomètres, elle récolte les eaux de nombreux affluents nommés Luvungi, Nyakagunda, Nyamagana, Muhira, Kaburantwa, Kagunuzi, Shange (Sange), Nyarundari, Mpanda et Ruhwa. Suivant un cours Est-Ouest, cette dernière sépare le Rwanda au Nord du Burundi au Sud, ces deux pays étant séparés par le parcours Nord-Sud de la Rusizi elle-même de la république démocratique du Congo qui les borde à l'Ouest.
Toutes ces eaux prennent leur source sur le versant Congo des crêtes séparant les bassins du Nil et du Congo.
À huit kilomètres de son embouchure, la Rusizi se divise en deux branches. La Petite Rusizi à l'Ouest n'emporte qu'un dixième de ses eaux et longe la frontière de la république démocratique du Congo. La Grande Rusizi à l'Est, emportant le reste, constitue le principal affluent du lac Tanganyika.

## Écologie

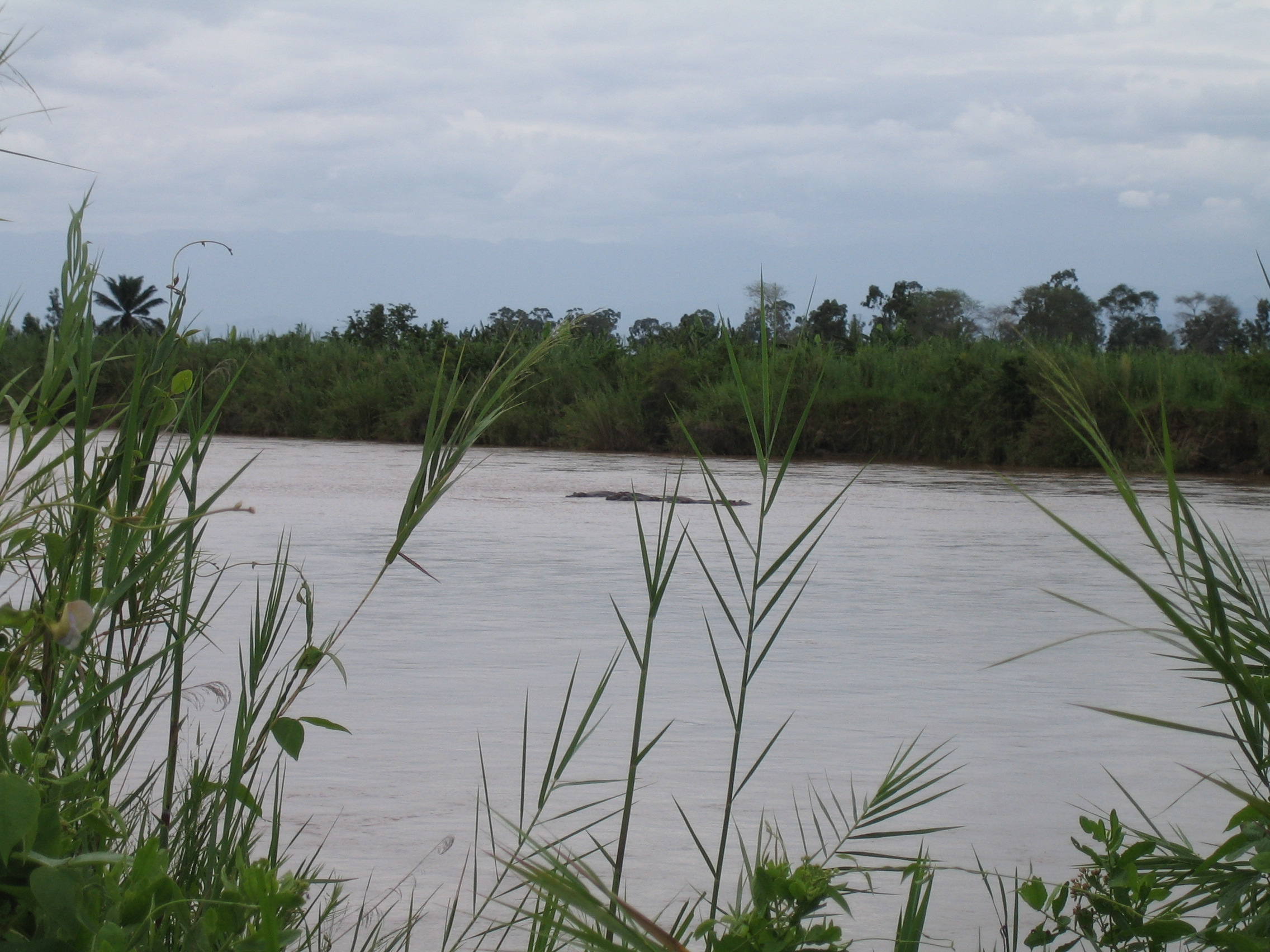
Hippopotame dans la Rusizi au Burundi

Les habitants vivant le long de cette rivière connaissent le grand crocodile mangeur d'hommes Gustave qui vit autour des rives de la rivière Ruzizi et les rives du Nord du lac Tanganyika. Gustave continue à terroriser les villageois qui entrent dans cette rivière et autres animaux plus lourds (hippopotames...).
Le 5 juin 2002, le parc national de la Rusizi comprenant le delta de la rivière Rusizi est déclaré site Ramsar.

## Hydroélectricité
Les centrales Ruzizi I et Ruzizi II sont situées sur le fleuve, et les centrales Ruzizi III et Ruzizi IV sont en projet.